# Алтарид
Алтарид (на фарьорски: Altarið) е връх разположен на остров Ейстурой, Фарьорски острови, Дания. Височината му е 483 m н.в.